# Euphyia maerens
Euphyia maerens är en fjärilsart som beskrevs av Swinhoe 1902. Euphyia maerens ingår i släktet Euphyia och familjen mätare. Inga underarter finns listade i Catalogue of Life.